# An Ba-ul
An Ba-ul (hangŭl: 안바울; Anyang, 3 marzo 1994) è un judoka sudcoreano, vincitore della medaglia d'argento nella categoria 66 kg a Rio de Janeiro 2016.

## Biografia
Ha fatto parte della spedizione sudcoreana ai Giochi olimpici di Rio de Janeiro nella categoria 66 kg, in cui si è presentato da campione mondiale in carica. Giunto in finale con l'italiano Fabio Basile, ha perso l'incontro per via di un ippon ottenuto dall'avversario dopo soli 84 secondi di gara.

## Palmarès
- Olimpiadi

Rio de Janeiro 2016: argento nei 66 kg.
Tokyo 2020: bronzo nei 66 kg.
Parigi 2024: bronzo nella gara a squadre.
- Mondiali

Astana 2015: oro nei 66 kg
Budapest 2017: bronzo nella gara a squadre.
Baku 2018: bronzo nei 66 kg e nella gara a squadre.
- Campionati asiatici

Kuwait: argento nei 66 kg.
Hong Kong 2017: oro nei 66 kg.
- Universiade

Gwangju 2015: oro nella categoria -66kg.
Taipei 2017: oro nella categoria -66kg.
- Mondiali juniores di judo

Cape Town 2011: argento nella categoria -60kg.
Liubiana 2013: oro nella categoria -60kg.

### Vittorie nel circuito IJF
| Data             | Località    | Paese               | Categoria     |
| ---------------- | ----------- | ------------------- | ------------- |
| 30 ottobre 2015  | Abu Dhabi   | Emirati Arabi Uniti | Gran Slam     |
| 20 febbraio 2015 | Düsseldorf  | Germania            | Gran Prix     |
| 27 maggio 2016   | Guadalajara | Messico             | World Masters |
| 10 febbraio 2018 | Parigi      | Francia             | Grand Slam    |